# Helen Zille
Helen Zille (Johannesburg, 9 marzo 1951) è una politica sudafricana, appartenente all'Alleanza Democratica.
Helen Zille è una giornalista da sempre schierata su posizioni progressiste e liberali. Zille ha cominciato la sua carriera politica come attivista anti-Apartheid e come militante del Black Sash, movimento di giovani donne bianche contrarie al regime nazionalista bianco instaurato in Sudafrica.
Milita nel Partito democratico sudafricano, partecipa alla difficile transizione alla democrazia multirazziale e si candida a deputata alle elezioni generali del 1999 risultando eletta per la circoscrizione di Città del Capo. Nel 2000 assieme ad altri leader democratici fonda la Democratic Alliance assieme ad altri movimenti di ispirazione liberale e socialdemocratica.
Alle elezioni municipali del 2006 è eletta sindaco di Città del Capo ottenendo il 45% dei voti e alleandosi con altri partiti di centrosinistra e di destra per la formazione della maggioranza nel consiglio municipale della città.
Nel 2007 a seguito delle dimissioni di Tony Leon come leader del partito diventa segretaria e candidata presidente per le elezioni generali 2009.
Nel 2009 si candida anche alla premiership della Provincia del Capo Occidentale imponendosi con il 51% dei voti e strappando questa provincia all'African National Congress e contemporaneamente porta il suo partito ad ottenere il 17% dei voti sul totale nazionale aggiudicandosi anche la guida dell'opposizione.
Come prevede la legge del Sudafrica la Zille dovrà dimmettersi da sindaco di Città del Capo per poter poi guidare il governo della Provincia.